# Klotho (biologia)
Klotho è una proteina che nell'uomo è codificata dal gene KL localizzato sul cromosoma 13.
Questo gene codifica per una proteina di membrana di tipo 1, composta da una porzione intracellulare e transmembrana molto piccole. La funzione principale è svolta dalla porzione extracellulare composta da due domini KL1 e KL2.
La proteina ha proprietà simili alle beta-glucosidasi. Nei pazienti affetti da malattia renale cronica è stata osservata una riduzione dell'espressione della proteina: questo potrebbe essere uno dei fattori implicati nei processi degenerativi che si accompagnano alla malattia renale cronica come l'arteriosclerosi, l'osteoporosi e l'atrofia della cute. Inoltre alcune mutazioni di questa proteina sono state associate con l'invecchiamento e con la perdita di tessuto osseo. 
I topi transgenici che iperesprimono Klotho vivono più a lungo dei topi normali.

## Funzione
Klotho è una proteina transmembrana che, tra le sue varie funzioni, controlla la sensibilità delle cellule all'insulina e sembra coinvolta nell'invecchiamento. È stata scoperta nel 1997 dal gruppo di Kuro-o. Il nome deriva dalla mitologia greca e fa riferimento a Cloto, una delle Moire. 
La proteina Klotho è una beta-glucosidasi (numero EC 3.2.1.31) in grado di idrolizzare i glucuronidi steroidei. È espressa in particolare a livello dei plessi coroidei dell'encefalo e nel tubulo distale del rene. Alcune sue varianti sono state associate con l'invecchiamento nell'uomo e la proteina Klotho, identificabile come un fattore circolante nel sangue, ha una concentrazione che si riduce con l'età.
I topi affetti da carenza di Klotho manifestano una sindrome che simula l'invecchiamento umano accelerato e sviluppano una arteriosclerosi rapidamente progressiva; mostrano inoltre un difetto nella vasodilatazione endotelio-dipendente e nell'angiogenesi, suggerendo che la proteina Klotho possa proteggere il sistema cardiovascolare mediante la vasodilatazione indotta dall'ossido nitrico.
Sebbene la maggioranza degli studi si sia concentrata sulla carenza di Klotho, è stato dimostrato che un'iperespressione del gene nel topo può prolungarne la vita fra il 19% e il 31% rispetto ai topi normali.
Il meccanismo d'azione di Klotho non è ancora del tutto compreso, ma si sa che modifica l'omeostasi cellulare del calcio, rispettivamente aumentando e riducendo l'espressione e l'attività dei canali cationici TRPV5 e TRPC6.
Aumenta inoltre l'espressione sulla membrana cellulare del canale ROMK. I topi con carenza di Klotho producono più vitamina D del normale ed è stato ipotizzato che l'alterazione del metabolismo minerale possa essere una delle cause dell'invecchiamento precoce, poiché la riduzione dei livelli di vitamina D ottenuta modificando l'alimentazione può invertire il processo di invecchiamento precoce e prolungare la vita dei topi portatori della mutazione. Questi risultati suggeriscono che il fenotipo caratterizzato da invecchiamento rapido sia la conseguenza dell'ipervitaminosi D indotta dalla carenza di Klotho.
D'altro canto, la somministrazione di 1-25-OH-vitamina D (calcitriolo) nei topi induce l'espressione di klotho a livello renale; ciò fa parte di un circuito di regolazione nel quale klotho blocca la produzione di eccessive quantità di vitamina D attiva agendo sull'1-alfa-idrossilasi renale.